# Hong Un-jong
Hong Un-Jong född den 9 mars 1989 i Hamgyeong, Nordkorea, är en nordkoreansk gymnast.
Hon tog OS-guld i hopp i samband med de olympiska gymnastiktävlingarna 2008 i Peking.